# Deniz Aytekin
Deniz Aytekin   (Nuremberg, 21 de juliol de 1978) és un àrbitre de futbol alemany que arbitra per al TSV Altenberg de l'Associació de Futbol de Baviera. És àrbitre de la FIFA i està classificat com a àrbitre de categoria superior de la UEFA.

## Carrera d'àrbitre
Aytekin va arbitrar el seu primer partit de la Bundesliga el 27 de setembre de 2008, quan l'Hertha BSC es va enfrontar al FC Energie Cottbus a Berlín. L'Energie Cottbus va guanyar el partit per 1-0 i Aytekin va treure quatre targetes grogues, inclosa una al porter del Cottbus, Gerhard Tremmel, per perdre temps en el minut 90.
En particular, Aytekin va ser l'àrbitre del partit de tornada dels vuitens de final de la Lliga de Campions de la UEFA 2016–17 entre el Paris Saint-Germain FC i el FC Barcelona al Camp Nou el 8 de març de 2017. El resultat final del partit va ser una famosa victòria per 6–1 per al Barcelona, mentre els blaugranes havien perdut per 4 gols a 0 a l'anada. L'arbitratge d'aquest partit va ser criticat per la premsa internacional, en particular per alguns diaris esportius alemanys com el Der Tagesspiegel. Després del partit, el PSG va presentar una queixa per deu errors arbitrals a la UEFA, que, sense suspendre-la, va acomiadar de facto a Deniz Aytekin dels principals cartells europeus, confiant-li només uns quants partits de grups menors a la Lliga de Campions de la UEFA les dues temporades següents.
L'abril de 2017 va ser designat per arbitrar la final del DFB-Pokal 2017 entre el Borussia Dortmund i l'Eintracht Frankfurt.
El 13 de setembre de 2017, durant la primera jornada de la fase de grups de la Lliga de Campions, va oficiar el partit entre el NK Maribor i el Spartak Moscow (1-1), i va evitar per poc un coet procedent de les grades que acollia als seguidors de l'equip de moscovita.
L'octubre de 2017 va ser convidat, juntament amb altres àrbitres estrangers, per la Federació xinesa per arbitrar partits de la Superliga xinesa, amb l'objectiu de millorar la imatge d'un campionat sacsejat per les revelacions sobre l'existència de la fixació de partits.

## Vida personal
Aytekin és d'origen turc. Viu a Oberasbach, Baviera. A més de la seva carrera com a àrbitre, és un empresari que va cofundar els llocs web Fitnessmarkt.de i Anwalt.de.